# Gaia BH1
Gaia BH1 (також позначається Gaia DR3 4373465352415301632) — подвійна система, що складається із зорі головної послідовності G-типу та ймовірної чорної діри зоряної маси, розташована приблизно на відстані 1560 світлових років (478 пк) від Сонячної системи в сузір’ї Змієносця. Станом на травень 2024 року це найближча відома система, в якій астрономи достатньо впевнені, що містить чорну діру, за нею йдуть Gaia BH3, Gaia BH2 і A0620-00.

## Харектеристики
Зоря і чорна діра обертаються одна навколо одної з періодом 185,59 дні та ексцентриситетом 0.45. Зоря схожа на Сонце, з масою 0.93 M☉ та радіусом 0.99 R☉, і температурою поверхні близько 5 850 К (5 580 °C; 10 070 °F), а масу чорної діри оцінюють в 9.62 M☉. З такою масою радіус Шварцшильда цієї чорної діри повинен бути 28 км.

## Відкриття
Gaia BH1 була відкрита в 2022 році за допомогою астрометричних спостережень за допомогою космічного телескопу Gaia, а також спостерігалася за радіальною швидкістю. Команда дослідників не знайшла жодного астрофізичного сценарію, який міг би пояснити спостережуваний рух зорі типу G, крім чорної діри. Система відрізняється від «чорних дір-самозванців», таких як LB-1 і HR 6819, тим, що докази наявності чорної діри не залежать від маси зорі чи нахилу орбіти, і немає доказів переміщення маси
.Чорна діра була також незалежно виявлена іншою командою, яка виявила дещо інші параметри.